# Ludwik Malendowicz
Ludwik Kazimierz Malendowicz (ur. 1942 w Swarzędzu) – polski endokrynolog, profesor nauk medycznych, nauczyciel akademicki i filatelista.

## Życiorys
W 1966 ukończył studia na Wydziale Lekarskim Akademii Medycznej w Poznaniu. W 1969 uzyskał stopień naukowy doktora, habilitował się w 1975. W 1987 otrzymał tytuł profesorski w zakresie nauk medycznych. Zawodowo od czasu studiów związany z Katedrą i Zakładem Histologii i Embriologii macierzystej uczelni (przekształconej w międzyczasie w Uniwersytet Medyczny). W 1994 objął stanowisko profesora zwyczajnego. W latach 1984–1990 zajmował stanowisko dziekana Wydziału Lekarskiego. W pracy naukowej specjalizuje się w zagadnieniach z zakresu biologii komórki, endokrynologii doświadczalnej, histologii i morfometrii. Prowadził badania m.in. nad strukturą i czynnościami kory nadnercza i tarczycy, wpływem neuropeptydów na gruczoły dokrewne oraz regulację metabolizmu. Znalazł się wśród najczęściej cytowanych polskich naukowców z dziedziny nauk biomedycznych. Zasiadał w Komitecie Nauk Fizjologicznych Polskiej Akademii Nauk.
Jest filatelistą. W 1961 został członkiem Polskiego Związku Filatelistów. Był przewodniczącym koła miejskiego, zarządu okręgu poznańskiego, a w latach 1994–2002 i 2006–2011 pełnił funkcję prezesa zarządu głównego PZF, po czym został prezesem honorowym tej organizacji. Był współorganizatorem licznych krajowych i międzynarodowych wystaw filatelistycznych, został również sędzią międzynarodowym z zakresu filatelistyki.
Odznaczony m.in. Krzyżem Kawalerskim (2005) i Krzyżem Oficerskim (2011) Orderu Odrodzenia Polski. W 2013 otrzymał tytuł doktora honoris causa Uniwersytetu Przyrodniczego w Poznaniu.